# تهوتی
تهوتی (به انگلیسی: Thoti) یک منطقهٔ مسکونی در پاکستان است که در خیبر پختونخوا واقع شده‌است.